# José Luis Lacunza Maestrojuán
José Luis Lacunza Maestrojuán O.A.R. (sinh 1944) là một hồng y người Panama gốc Tây Ban Nha của Giáo hội Công giáo Rôma. Ông là hồng y tiên khởi của Panama và cũng là hồng y đầu tiên xuất thân từ Dòng Thánh Augustinô Nhặt Phép.
Ông từng đảm nhiệm vai trò Giám mục chính tòa Giáo phận David từ năm 1999 đến năm 2024. Trước đây, Giám mục Maestrojuán còn đảm nhận nhiều vai trò khác như Giám mục phụ tá Tổng giáo phận Panamá (1985-1994) và Giám mục chính tòa Giáo phận Chitré (1994-1999). Trong các hội đồng giám mục, ông từng đảm nhận vai trò Chủ tịch Hội đồng Giám mục Panama trong hai giai đoạn 2000-2004 và 2007-2013 và Tổng Thư kí Ban Thư kí Giám mục Vùng Trung Mỹ và Panama.

## Thân thế và tu tập
Hồng y José Luis Lacunza Maestrojuán sinh ngày 24 tháng 2 năm 1944 tại Pamplona, Tây Ban Nha. Chàng trai Maestrojuán trẻ tuổi bắt đầu con đường tu học bằng cách học tại Đại chủng viện San José Minor của các Linh mục Dòng Augustinô ở Artieda. Sau đó, cậu đã tiếp tục học các khóa học về triết học tại Zaragoza và trong thần học tại Chủng viện Chính Neustra Señora de la Consolación Augustini ở Pamplona.
Maestrojuán quyết định tham gia Dòng Thánh Augustinô Chiêm Niệm, còn có tên gọi khác là Dòng Thánh Augustinô Nhặt Phép (Order of Augustinian Recollects), kí hiệu viết tắt là O.A.R. và cậu đã thực hiện nghi thức tuyên khấn trọng vào ngày 16 tháng 9 năm 1967.

## Linh mục
Sau quá trình tu học dài hạn tại các cơ sở chủng viện theo quy định của Giáo luật, ngày 13 tháng 7 năm 1969, Phó tế Maestrojuán, 25 tuổi, tiến đến việc được truyền chức linh mục. Tân linh mục đồng thời cũng là thành viên dòng. Sau khi được truyền chức, Linh mục José Luis Lacunza Maestrojuán được cử đến Colegio Nuestra Señora del Buen Consejo tại thủ đô Madrid, dạy về tiếng Latinh và tôn giáo. Sau đó, linh mục này được cử đến Panama và ông từng học tập tại Đại học Quốc gia Panama về triết học và lịch sử.
Với vai trò là một thành viên Dòng Thánh Augustinô Nhặt Phép (O.A.R.), linh mục Maestrojuán công tác trên cương vị hiệu trưởng của Colego San Agustín từ năm 1979 đến năm 1985, song song với chức vị Thành viên Hội đồng Giáo tỉnh Trung Mỹ và Panama từ 1976 đến 1982.
Ngoài các chức danh kể trên, linh mục Maestrojuán cũng từng là Chủ tịch Liên đoàn các nhà giáo dục Công giáo Panama đi kèm với chức danh thành viên của Hội đồng Quản trị của Đại học Catholic Santa María thuộc Đại học Antigua trong khoảng thời gian từ năm 1980 đến khi được chọn là Hiệu trưởng của trường này vào năm 1985. Về phía tổ chức giáo phận, với cương vị linh mục giáo phận, ông là thành viên linh mục đoàn Tổng giáo phận Panama và Giám đốc Chủng viện Chính San José.

## Giám mục

### Giám mục phụ tá Panama
Sau hơn 25 năm thi hành các công việc mục vụ trong vai trò là một linh mục, ngày 30 tháng 12 năm 1985, Tòa Thánh loan báo giáo hoàng đã tuyển chọn linh mục José Luis Lacunza Maestrojuán, 51 tuổi gia nhập hàng ngũ giám mục Công giáo hoàn vũ, với vị trí được bổ nhiệm là Giám mục phụ tá Tổng giáo phận Panama, chức danh Giám mục Hiệu tòa Parthenia. Lễ tấn phong cho tân giám mục được cử hành sau đó vào ngày 18 tháng 1 năm 1986, với phần nghi thức truyền chức được cử hành cách trọng thể bởi 3 giáo sĩ cấp cao, gồm chủ phong là Tổng giám mục José Sebastián Laboa Gallego, Sứ thần Tòa Thánh tại Panama; hai vị khác với vai trò phụ phong, gồm Tổng giám mục Marcos Gregorio McGrath, C.S.C., Tổng giám mục đô thành Panama và Giám mục José Agustín Ganuza García, O.A.R., Nguyên giám mục Địa phận Bocas del Toro. Tân giám mục chọn cho mình châm ngôn: Praesumus si prosumus.

### Giám mục chính tòa Chitré, David
Sau gần 9 năm thi hành chức vụ giám mục phụ tá Panama, ngày 29 tháng 10 năm 1994, Tòa Thánh công bố thuyên chuyển Giám mục Maestrojuán làm Giám mục chính tòa Giáo phận Chitré. Chưa đầy năm năm sau khi về Chitré, một lần nữa, Tòa Thánh quyết định thuyên chuyển Giám mục Maestrojuán đến nhiệm sở mới là Giáo phận David, vào ngày 2 tháng 7 năm 1999.
Trên cương vị là một giám mục, ông đã có những nỗ lực hòa giải mâu thuẫn giữa các nhóm bản xứ, chính phủ và các công ty về các vấn đề như quyền sử dụng nước, quyền khai thác mỏ, phá rừng, xây dựng đập nước. Khó khăn của cộng đồng nơi đây thậm chí đã được một chuyên gia độc lập từ phía Liên Hợp Quốc đến tìm hiểu và xác nhận sự bấp bênh của các cộng đồng bản xứ do các dự án đầu tư từ bên ngoài. Giám mục José Luis Lacunza Maestrojuán nhận định sứ vụ giám mục của ông: "làm việc giữa người nghèo, người nghèo nhất, nghĩa là người bản địa của vùng Ngabe-Bugle", họ là những người "bị lãng quên trong nhiều năm. Ghi nhận sự đóng góp của ông đối với cộng đồng, một trường đại học địa phương đã quyết định trao bằng danh dự cho ông vào năm 2012. Riêng cá nhân giám mục Maestrojuán nhìn nhận việc này là một sự công nhận không xứng đáng cho một người có rất nhiều lỗi và sai sót.

## Thăng Hồng y
Tin bổ nhiệm hồng y đến với giám mục José Luis Lacunza Maestrojuán rất bất ngờ, và ông cho rằng đây là một chuyện điên rồ. Ông rất có thể là hồng y đầu tiên biết tin được bổ nhiệm qua ứng dụng WhatsApp.
Qua Công nghị Hồng y năm 2015 cử hành vào ngày 14 tháng 2, Giáo hoàng Phanxicô vinh thăng Giám mục José Luis Lacunza Maestrojuán tước vị Hồng y, với phẩm trật Hồng y Đẳng Linh mục Nhà thờ San Giuseppe da Copertino. Tân Hồng y đã đến nhận nhà thờ hiệu tòa của mình sau đó vào ngày 18 tháng 10.
Hồng y José Luis Lacunza Maestrojuán từng có nhiều chuyến thăm Tòa Thánh: ngoài công nghị vinh thăng Hồng y 2015, ông còn thực hiện chuyến đi viếng mộ hai thánh Tông đồ, bổn phận của các giám mục Ad Limina vào tháng 9 năm 2008 và tháng 6 năm 2017. Ông rời khỏi chức vụ Giám mục David vào ngày 15 tháng 2 năm 2024.